# Dyckia lenheiro
Dyckia lenheiro är en gräsväxtart som beskrevs av Ined. Dyckia lenheiro ingår i släktet Dyckia och familjen Bromeliaceae. Inga underarter finns listade i Catalogue of Life.